# Theodosia Okoh
Theodosia Salome Okoh (* 13. Juni 1922 in Anum, Asuogyaman District als Theodosia Salome Abena Kumea Asihene; † 19. April 2015 in Tema) war eine ghanaische Lehrerin, Hockeyfunktionärin und Künstlerin, die im Jahr 1957 die Flagge ihres Heimatlandes entwarf.

## Leben
Okoh kam im Juni 1922 als viertes von acht Kindern in Anum zur Welt. Ihre Schwester Letitia Obeng wurde später die erste ghanaische Frau, die in einem naturwissenschaftlichen Fach promovierte. Nach dem Abschluss der Schulzeit besuchte Okoh das Agogo Presbyterian Training College. Dort wurde sie zur Lehrerin ausgebildet, ein Beruf, in welchem sie ab da tätig war. Später erhielt sie zudem eine Ausbildung zur Künstlerin an der Achimota School. Sie war mit Enoch Kwabena Okoh, einem hohen Beamten unter Präsident Kwame Nkrumah, verheiratet.

### Design der ghanaischen Flagge

Die Flagge von Ghana

Am 6. März 1957 wurde ein Entwurf Okohs als Nationalflagge Ghanas ausgewählt. Sie war nach der Unabhängigkeit Ghanas einem Aufruf gefolgt, eine neue Flagge für das Land zu designen. Die Farben Rot, Grün und Gold waren dabei der Hauptbestandteil von Okohs Entwurf. Die goldene Farbe sollte dabei die Ressourcen des Landes, die grüne Farbe die Vegetation und die rote das Blut, das beim Kampf um die Unabhängigkeit floss, symbolisieren. Den schwarzen Stern in der Mitte der Flagge wählte Theodosia Okoh als Symbol für die Emanzipation Afrikas und den Kampf gegen die Kolonisation.

### Tätigkeit als Sportfunktionärin

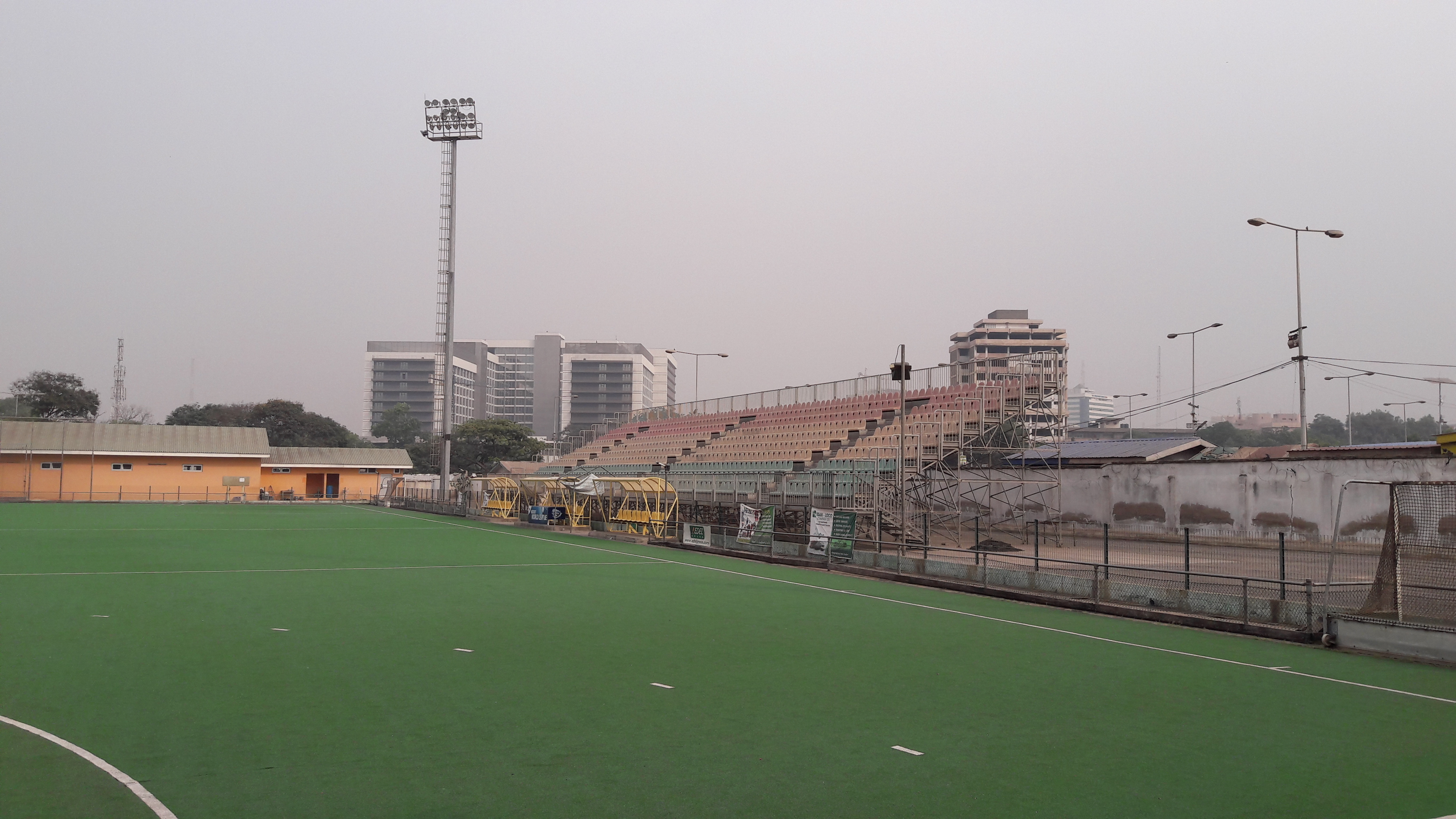
Nach Oko benanntes Hockeystadion in Ghana (2017)

Neben ihrer Tätigkeit als Künstlerin und Lehrerin war sie auch in der Sportentwicklung tätig, wo sie unter anderem den Hockeysport in Ghana förderte. Okoh war die erste Frau, die den Vorsitz des ghanaischen Hockeyverbands übernahm, wobei sie schließlich über 20 Jahre lang im Amt blieb. Aufgrund ihrer Tätigkeiten wurde das Hockeystadion Theodosia Okoh Hockey Stadium in Accra im Jahr 2004 nach ihr benannt. Als der Bürgermeister der Stadt im Jahr 2013 das Stadion umbenennen wollte, wurde dieser zum Teil stark kritisiert und musste sich daraufhin bei Okoh entschuldigen.
Sie verstarb im Alter von 92 Jahren am 19. April 2015 in einem Krankenhaus in der Stadt Tema. Es wurde daraufhin vom damaligen Präsidenten John Dramani Mahama eine dreitägige Trauerbeflaggung angeordnet.